# Communauté de Shakopee Mdewakanton Sioux
Shakopee Mdewakanton Sioux est une réserve indienne américaine située dans le Minnesota et regroupant des Sioux Mdewakanton.

## Démographie
Sa population s'élève en 2016 à 582 habitants selon l'American Community Survey.
| Groupe            | Shakopee Mdewakanton Sioux | Minnesota | États-Unis |
| ----------------- | -------------------------- | --------- | ---------- |
| Blancs            | 35,9                       | 85,3      | 72,4       |
| Amérindiens       | 33,9                       | 1,1       | 0,9        |
| Métis             | 29,0                       | 2,4       | 2,9        |
| Autres            | 1,3                        | 11,2      | 23,8       |
| Total             | 100                        | 100       | 100        |
|                   |                            |           |            |
| Latino-Américains | 4,7                        | 4,7       | 16,7       |

Selon l'American Community Survey, pour la période 2011-2015, 95,30 % de la population âgée de plus de 5 ans déclare parler l'anglais à la maison, 2,44 % le dakota, 1,13 % l'espagnol et 1,13 % une autre langue.